# チャップ・ブック
チャップ・ブック（Chapbook）は、主に17世紀から19世紀にかけてイギリスで発行されたポケットサイズの本。低価格で、内容は大衆向けの文学や実用的なものなど様々であり、19世紀の書物収集家によって名付けられた。
16～24ページ程度で、内容は伝承的な物語や詩、童話、政治的、宗教的なもの、料理、恋愛、旅行、占いなどのハウツー、ユーモア、暦など多彩であり、版画による挿絵も付いていた。
価格は1ペニー前後で、古くは「ペニー・ヒストリー(Penny history)」とも呼ばれていたが、Chapbookという名は、行商人(Chapmen)が売り歩いたことによるとも、古英語で商売を意味するceapがなまったという説もある。現代でも、40ページ以内で詩などの出版物もこの名で呼ぶことがある。

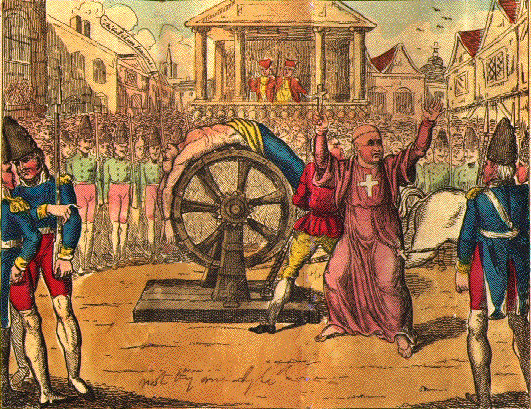
ヴォルテール「l’affaire Calas」のチャップ・ブック版口絵に描かれるジャン・カラス

## 歴史
15世紀頃から「ブロードサイド・バラッド(Broadside ballads)」と呼ばれる、大判の紙1枚に俗謡（バラッド）や説教を載せた印刷物が、町や農村で半ペニーか1ペニーで売られるようになった。これは16世紀から20世紀初めまで続き、チャップ・ブックが広がった17世紀には下火になるが、バラッド売りが売り歩くスタイルは継承された。ケンブリッジシャーに残る記録では、1553年にパブで「maistres mass」という俗謡が売られ、1578年には行商人が古着の継ぎ当てと一緒に「ライトル本(lytle books)」を売っていた。
チャップ・ブックは、19世紀半ば頃には、印刷技術の発展によって低価格化した新聞の登場により姿を消していった。特に伝道用パンフレットの盛んなスコットランドでは不信心とみなされた。また同時期にアメリカでも数多く作成された。そして18世紀に発生した近代小説が読者を獲得し、人々はチャップ・ブックの素朴な伝承、伝説よりも小説を求めるようになっていった。
これらの冊子類は安価で紙質も悪いため、個々に残存していることは少ない。図書館に残されることもなく、紙が高価だった時代であるため、包装やパン焼き、あるいはトイレットペーパーとしても使用されたのだ。残存しているチャップ・ブックでは、サミュエル・ピープスによる1661-88年のコレクションが重要であり、ケンブリッジ大学モードリン・カレッジに保存されている。アンソニー・ウッド（アンティーク収集家）も、1660年以前の20冊を含む全65冊のコレクションがありボドリアン図書館に保存されている。またスコットランドにも重要なコレクションがある。ピーター・オーピー(Peter Opie)などの現代の収集家は、主に様式について研究している。

## 生産と配布
チャップ・ブックは、ほとんどは紙による装丁の、8、12、16、24ページの体裁で、しばしば木版画の挿絵が入っているが、時には内容と関係の無い挿絵もあった。収集家の一人ハリー・ワイス(Harry Weiss)は、「多くの場合、印刷は粗悪で、紙質はさらに悪く、様々な物語に適合しているとは限らない木版画の挿絵は紙と印刷の組み合わせ以上にひどいこともあった」と書いている。この分類には厳密な区分はなく、もっと長いものもあり、出来のよいものもあり、歴史について正確なことさえあった。
チャップ・ブックとバラッド製作の中心はロンドンで、ロンドン大火（1666年）までは発行所はロンドン橋周辺に拠していた。その後は、特にスコットランドとニューカッスル・アポン・タインなど地方の発行所が増えたのが目立った。18、19世紀のロンドンでは250余りの出版者がいたことが確認されている。
印刷された数は大量で、1660年代にはイングランドの家庭数の1/3にあたる、40万部の暦が毎年印刷されていた。17世紀ロンドンのあるチャップ・ブック出版業社では、1冊の本につき国内家庭数の1/15分のストックを持っていたという。1520年代のオックスフォードのJohn Dorne書店の業務日誌では、半ペニーのバラッドが1日に190冊売れたことが記されている。ロンドン橋のThe sign of the Three BiblesのCharles Tias氏（特筆されるような業者とは言えない）の1664年資産目録には、チャップ・ブック9万冊を作るための印刷済シート（及び400リーム=20万枚の紙）と、3万7千500枚のバラッドシートが含まれていた。ロンドン橋The Sign of the Looking GlassのJosiah Blare氏の1707年の資産では、3万1千冊の本と、257リームの印刷済シートが記されている。18世紀後半のスコットランド内での販売は、内輪に見積もって毎年20万冊とされる。
印刷業者は行商人にチャップ・ブックを信用で提供し、行商人は各地を巡って市場や祭で売りさばき、売れた分の代金を払った。この方法により、最小限の出費で広範囲に大きな販売ができて、また最も人気のあったタイトルが何であるかを印刷業者にもたらした。人気のある作品は、再版、海賊版作成、再編集され、異なったエディションが生産された。常に市場に目を向けていたフランシス・カークマンは、1598年に印刷して人気のあった「ギリシャのドン・ベリアヌス(Don Bellianus of Greece)」に2つの続編を書いている。
印刷業者はカタログも出した。またチャップ・ブックは、地方のヨーマン（独立自営農民）やジェントリ（郷紳）の蔵書の中に見いだされる。

## 題材
チャップ・ブックは、大衆文化を一般の人々に広めるのに重要な媒体であり、農村部では特にそうだった。それらは娯楽や情報、歴史（あまり正確とは言えない）を伝えるものだった。現在では大衆文化の記録、他の形態では残らなかったかもしれない文化財の保存としての価値を持っている。
チャップ・ブックの読者層は多様ではあったが、労働者層に売るための価格帯になっている。ブロードサイド・バラッドは半ペニーからせいぜい数ペンスだったが、チャップ・ブックは農業の労働者賃金が1日当たり12ペンスだった時に2～6ペンスだった。1640年代のイングランドの識字率は男性で30%程度だったのが、18世紀半ばには60%に上昇する（en:Education in the Age of Enlightenment参照）。多くの勤労者が読者層であり、工業化以前の労働形態は彼らがものを読むようになる期間を提供した。チャップ・ブックが、家庭やパブにいる人々の「読書」に使われたのは確かだ。
また読み書きの能力向上にも寄与した。出版業者兼執筆者のフランシス・カークマン(Francis Kirkman)は、いかにイマジネーションを解放するか、そして本に対する愛について書き残しており、そこで独学のために使われたことを示している。

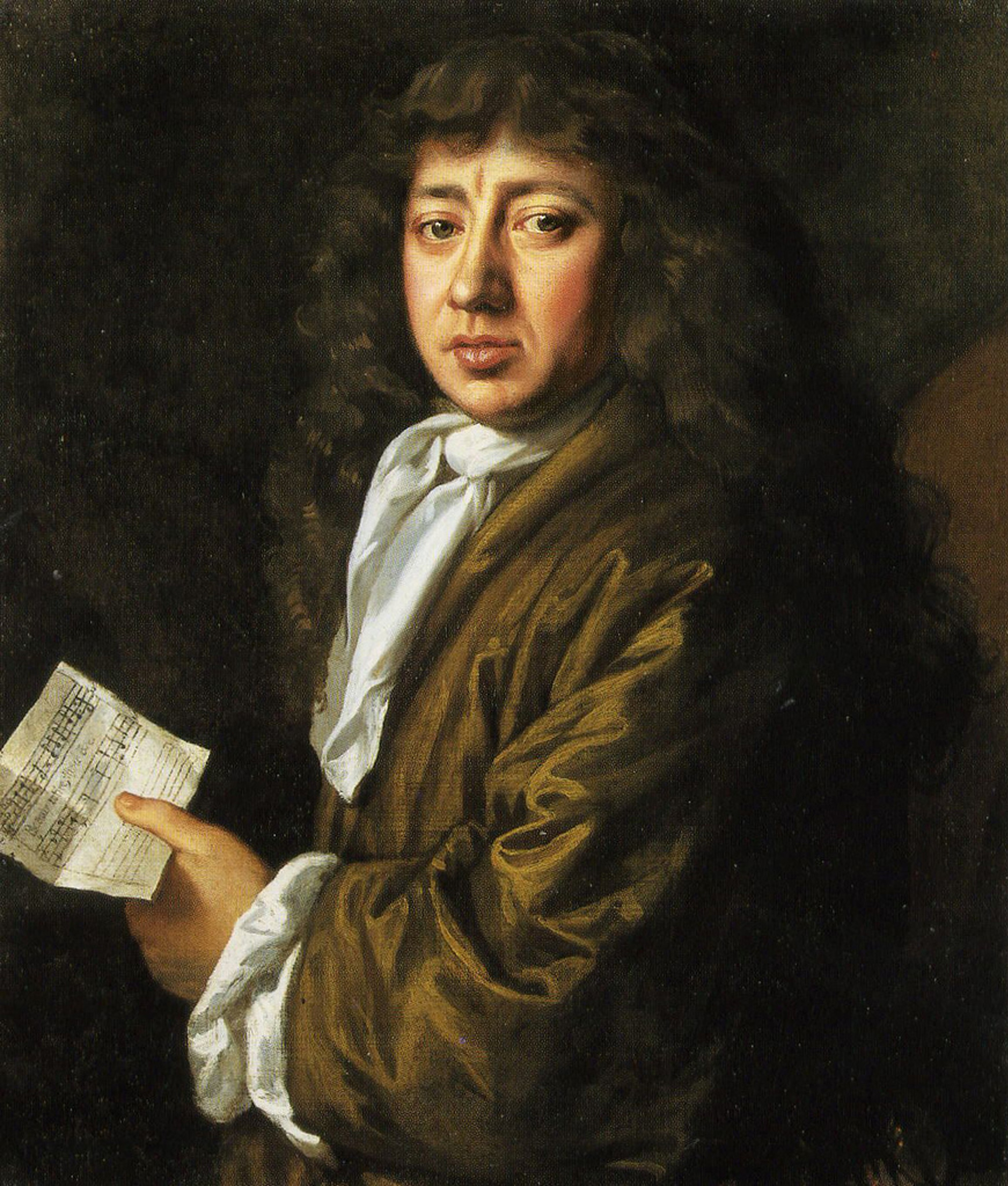
サミュエル・ピープス:日記とともにブロードサイドやチャップ・ブックのコレクションと分類を残した。

ピープスのバラッドのコレクションは下記の分類でまとめられており、それはチャップ・ブックにも当てはめられる。
1. 信仰と道徳
2. ヒストリー – 事実及び伝説
3. 事件 : 殺人、処刑、神の裁き
4. 地域と時代
5. 愛 – 喜び
6. 愛 – 悲しみ
7. 結婚、姦通など
8. 航海 – 愛、勇気、冒険
9. 酒と友情
10. ユーモア、冗談、その混合
チャップ・ブックで人気のあったストーリーの多くは、古いオリジナルに遡ることができる。「ハンプトンのビーヴィス (Bevis of Hampton)」は13世紀ノルマンディーのロマンスで、その初期の主題を描いたもの。「ローマ七賢人物語(The Seven Sages of Rome)」は東洋起源で、チョーサーにも使用された。チャップ・ブックでの無知で貪欲な聖職者についての多くの笑話は、「Wynkyn de Worde社」により1500部刷られた「修道士と少年(The Friar and the Boy)」と、「The Sackfull of News」(1557年）から取られている。
架空で空想的な歴史風物語は人気が高かった。このセレクションは興味深いものがある。イングランドのチャールズ1世もオリバー・クロムウェルもピープスのコレクションの歴史物には現れず、エリザベス1世も一つだけしかない。薔薇戦争も17世紀のイングランド内戦もまったく現れない。ヘンリー8世とヘンリー2世は、変装して靴屋と粉引きの権利のために立上がり、彼らを裁判所に招待して褒美を与える。そこには聖ジョージ、ウォリックのガイ、ロビン・フッドのような、高貴な生まれの英雄が降臨して勇気によって落ちぶれた現状を克服するというパターン、及びClim of the CloughやWilliam of Cloudesleyなどの及び低い生まれながら力と腕で英雄となるというパターンがある。愉快な聖職者もしばしば現れ、愚かな田舎者（「ゴタムの賢人」など）にも人気があった。他には地方の農村の読者向けのものがあった（「田舎のネズミと町のネズミ」など）。
1597年の作品には、衣服商、織物職人、靴職人など特定の業種に向けたものも見られる。職人には読み書きできるのが一般的で、織物職人トマス・デローニー(Thomas Deloney)はレディング、グロスター、ウスター、エクセター、ソールズベリー、サウサンプトンの6人の商人がベイジングストークに旅行し、ケンダル、マンチェスター、ハリファックスから来る仲間と会う「レディングのトマス」という作品を書いた。彼の「ニューベリーのジャック」(1600年）は、ヘンリー8世の時代に、ブロード・クロス職人の見習いが、師の氏とともにその仕事を引き継ぎ、未亡人と結婚するというもの。彼はこの成功により貧乏から解き放され、王への真の奉仕のために爵位を拒否する。
他にピープスのコレクションには、学生向けに書かれた「田舎者の相談役」「万人向け法律相談」「スポーツと娯楽」、それにいろいろな手品で、例えば「ハンカチから硬貨を取り出す」方法、見えないように書く、紙でバラを作る、野生の鴨を捕まえる、メイド・使用人が我慢できずにおならをする、などがあった。
他にも幾つもの物語が19世紀に出版されている（「ニューベリーのジャック」「修道士ベーコン」「ファウスト博士」「キリスト教世界の7勇士」など）。チャップ・ブックで多く書かれた題材としては、「ロビンソン・クルーソー」（1719年）のダイジェスト版や、18世紀末以降人気の高かったゴシック小説もあり、チャップ・ブック用に創作したゴシック小説も現れた。
スコットランドや地方には、それぞれ独自の英雄がいた。ロバート・バーンズは初めて読んだ2冊の本のうち一つについて「ウィリアム・ウォレスの物語は、私の人生が永遠の眠りにつくまで血管を沸き立たせるスコットランド根性を注ぎ込んだ」と述べている。

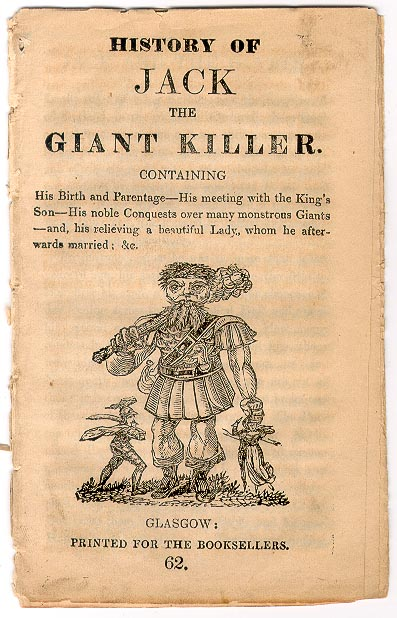
チャップ・ブック「巨人殺しのジャック」の表紙

中世のロマンス、英雄伝説、お伽噺、民話など、例えば「シンデレラ｣「青ひげ」「巨人殺しのジャック」「トム・ヒッカスリフト」「ヴァレンタインとオルソン」などは子供にも広く読まれ、児童文学という形態はチャップ・ブックとともに始まったとも言われる。バラッドとして古くから親しまれていた「ロビン・フッド」「チェビーチェイスのバラード」も多くの版が出版された。
多くの歌謡を集めた様々な詞華集(Garland)はブロードサイド・バラッドとして出版されていたが、チャップ・ブック形式も数多かった。18世紀後半から増加した子供向けの歌謡ナーサリーライムもまた、児童文学の一翼となる。犯罪実録もの「ニューゲート・カレンダー」も多く出版されたが、19世紀以降にはニューゲイト小説に人気は移行する。

## 作者及び影響
チャップブックのほとんどは作者不明である。
18世紀初めのスコットランドでは、アラン・ラムゼイ(Allan Ramsay)が自身の詩集やスコットランドのことわざをチャップ・ブックとして出版し、スコットランドでもチャップ・ブックの隆盛の契機となった。ジャコバイトの反乱に参加したドゥーガル・グレアム(Dougal Graham)は、1746年にその記録「大反乱の歴史」をチャップ・ブックで出版して評判となり、以後多くの作品を執筆した。やはりスコットランドのアレグザンダー・ウィルソン(Alexander Wilson)は1792年に詩「ワッティとメグ」をチャップ・ブックとして出版したのが名声のきっかけとなった。
イングランドの女流作家で慈善事業家だったハンナ・モア(Hannah More)は、貧しい階層の子供向けの教育活動として1795年から3年間、毎月3冊の「廉価版叢書(en:Cheap Repository Tracts)」をチャップ・ブックとして出版した。

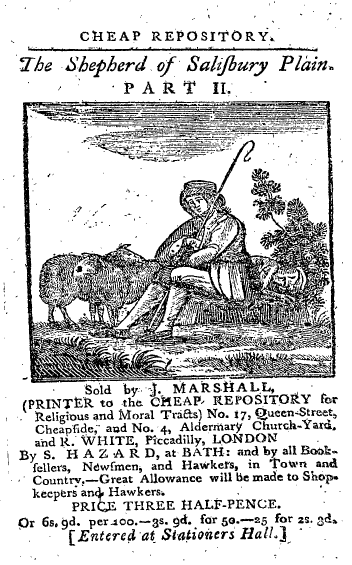
廉価版叢書「ソールズベリー平野の羊飼い」

これらは広く長期にわたって影響を及ぼした。20世紀初めに収集されたイギリスのフォークソングの80%はブロードサイドと関連があり、そのうち90個以上が1700年以前に印刷されて出回ったものと見られる。残存するバラッドの多くは、1550–1600年にまで遡れることを示す調査もある。
最も知られ、影響力のあった一つは、リチャード・ジョンソンの「キリスト教世界の7勇士(Seven Champions of Christendom)」（1596年）であり、イギリスの民族劇における聖ジョージの人物像の原型であると考えられている。
シェイクスピア「冬物語」の元となった、ロバート・グリーンの小説Dorastus and Fawnia（1588年）は1680年に廉価版で出版されていた。
チャップブックはアメリカにも輸入され、18世紀中頃にはボストンなどでも印刷されるようになった。19世紀初頭の有名なチャップブックの行商人のパーソン・メイソン・ロックは、歴史物語、聖書、説教集や、自作の物語をニューヨークからジョージアの間で売って歩いた。アメリカでの特徴としては、開拓フロンティアの物語がよく読まれたという点がある。やがて19世紀中頃からは、新聞や、ダイムノヴェルと呼ばれる安価本が広まっていく。またベンジャミン・フランクリンの『貧しいリチャードの暦』『富への道』などもチャップ・ブックを模倣したものと言われる。

## 現代のチャップ・ブック
現代ではチャップ・ブックは、通常は詩のための中綴じになった、およそ40ページ以内の出版物を指す用語で、多くは折り畳まれたり包装されたりといった製本がされている。これらの出版物は低コストによる製作から、数百ドルで収集家に売られる手作り版まで様々である。さらに小説のチャップ・ブックの人気も増大している。
この分野は過去40年で復活しつつあって、それは最初の謄写版技術からその後の低価格のコピー機やデジタル印刷が普及したことによるもので、さらにファンジン及び詩のボクシングという革新的な文化、次いでファンド・ツアーのための自費出版チャップ・ブックが何百も生まれたことが拍車をかけた。
最近のブログ、オンライン文学雑誌その他のオンライン出版の人気とともに、オンラインでの短い詩集は「オンライン・チャップ・ブック」「電子チャップ・ブック」「e-チャップ・ブック」「e-チャップ」と呼ばれることも多い。

## 注
1. ↑  ここで言うhstoryとは、「歴史」に限らない「物語」一般を指す。
2. ↑  Spufford, Margaret (1984) The Great Reclothing of Rural England Hambledon Press, London, ISBN 0-907628-47-8
3. ↑  Leitch, R. (1990) "‘Here Chapman Billies Take Their Stand’: A Pilot Study of Scottish Chapmen, Packmen and Pedlars" Proceedings of the Scottish Society of Antiquarians 120:  pp. 173–188
4. ↑  See the "Introduction" in Simons, John  (1998) Guy of Warwick and other Chapbook Romances University of Exeter Press, Exeter, England, ISBN 0-85989-445-2, for issues of definition.
5. ↑  山口ヨシ子『ダイムノヴェルのアメリカ 大衆小説の文化史』彩流社 2013年

### チャップ・ブック・コレクション
- スコットランド国立図書館 スコットランドのチャップ・ブックのコレクション。15,000冊が出版されたと推定されるうちの4,000冊。
- グラスゴー大学図書館 把握されているスコットランドのチャップ・ブック4,000冊のうち1,000冊。ローリストン城、エディンバラ市立図書館、スターリング大学のコレクションを含む。サウスカロライナ大学のG. Ross Royがスコットランド・チャップ・ブック・プロジェクトと共同研究をしている。
- オックスフォード大学ボドリアン図書館 いくつかの主要なコレクションの中に3,000以上のバラッドが含まれる。出版物の原本は16世紀から20世紀までに及ぶ。ブロードサイド・バラッド・プロジェクトではバラッドとシートの電子コピーを作成している。
- ケンブリッジ大学図書館のブロードサイド・バラッドのフレデリック・マッデン卿コレクション, 1775年から1850年までのロンドンと地方の新聞からの恐らく最大のコレクション。
- インディアナ大学リリー図書館のチャップ・ブック・コレクション イングランド、スコットランド、アイルランド、フランス、U.S.A.の1,900冊のチャップ・ブックで、Elisabeth W. Ballコレクションの一部。
- ピッツバーグ大学エリザベス・ネズビットの部屋 1650年から1850年までに印刷されたイングランドとアメリカ（少数のスコットランドのものを含む）の270冊以上のチャップ・ブックを収容。タイトル・リスト、書誌情報、表紙のデジタル画像。
- ラトガース大学アーカイブと特別コレクション 18-19世紀チャップ・ブックのHarry Bischoff Weissコレクションで、安価な印刷の挿絵がある。
- Grupo de investigación sobre relaciones de sucesos (siglos XVI-XVIII) en la Península Ibérica. Universidade da Coruña, SPAIN, カタログ及びデジタルライブラリ「Relaciones de sucesos」（16-18世紀）。5,000冊以上のチャップ・ブック、パンフレット、近世発行ニュース等の書誌データベース。コピーのファクシミリ: Catálogo y Biblioteca Digital de Relaciones de Sucesos (siglos XVI-XVIII)
- ボール州立大学デジタル・メディア・リポジトリ・チャップ・ブック・コレクション 19-20世紀の173のチャップ・ブックスにアクセスできる。
- チャップ・ブック小史